# Femmina accabadora
La femina accabadora, femina agabbadòra o, più comunemente, agabbadora o accabadora (s'agabbadóra, lett. "colei che finisce", deriva dal sardo s'acabbu, "la fine" o dallo spagnolo acabar, "terminare") è una figura, storicamente non comprovata, di donna che si incaricava di portare la morte a persone di qualunque età, nel caso in cui queste fossero in condizioni di malattia tali da portare i familiari o la stessa vittima a richiederla. In realtà non ci sono prove di tale pratica, che avrebbe riguardato tutte le regioni sarde. La pratica, secondo i racconti che se ne fanno, non doveva essere retribuita dai parenti del malato poiché il pagare per dare la morte era contrario ai dettami religiosi.

## Descrizione
La leggenda narra che le pratiche di uccisione utilizzate dalla femina agabbadora variavano a seconda del luogo: entrare nella stanza del morente vestita di nero, con il volto coperto, e ucciderlo tramite soffocamento con un cuscino, oppure colpendolo sulla fronte tramite un bastone d'olivo (su matzolu) o dietro la nuca con un colpo secco, o ancora strangolandolo ponendo il collo tra le sue gambe. Lo strumento più rinomato sarebbe una sorta di martello di legno (vedi Museo Etnografico Galluras a Luras).
Non c'è unanimità storica su questa figura: alcuni antropologi ritengono che la femina agabbadora non sia mai esistita. Non ci sono prove della femmina agabbadora come tale, ma di donne che portavano conforto nelle famiglie dove c'era un moribondo, accompagnandolo fino all'ultimo istante. Aiutavano nell'agonia e davano sostegno, perciò erano rispettate da tutta la comunità, ma non uccidevano come invece pare avvenisse altrove (in Grecia, esplicitato nelle teorie di Egesia). Il tutto si potrebbe spiegare con l'usanza tutta sarda dei racconti fantastici allo scopo di incutere paura "sos contos de forredda" (i racconti del focolare), poiché di solito il luogo della narrazione era accanto al fuoco di un camino. La credulità popolare farebbe il resto. Si riporta che durante il '900 vi siano state le ultime tre pratiche di una Femmina Agabbadora: una a Luras (1929), una a Orgosolo (1952) e una a Oristano, sede peraltro di un ospedale. Oggigiorno, chi crede in queste storie le giustifica adducendo i problemi dei tempi passati, tra cui le difficoltà di spostamento del malato in paesi isolati e molto distanti da qualsiasi ospedale perché  la famiglia di un soggetto non autosufficiente incontrava problemi di assistenza.
Alcuni autori non descrivono come strumento principale dell'agabbadora una mazza, ma un piccolo giogo in miniatura che veniva poggiato sotto il cuscino del moribondo, al fine di alleviare la sua agonia. Questo si spiega con uno dei motivi principali per cui si credeva che un uomo fosse costretto a subire una lenta e dolorosa agonia in punto di morte: se lo spirito non voleva staccarsi dal corpo era palese la colpa del moribondo, il quale si era macchiato di un crimine vergognoso, aveva bruciato un giogo, o aveva spostato i termini limitari della proprietà altrui, oppure aveva ammazzato un gatto.
Altro rito che veniva compiuto era quello di togliere dalla stanza del moribondo tutte le immagini sacre e tutti gli oggetti a lui cari: si credeva in questo modo di rendere più semplice e meno doloroso il distacco dello spirito dal corpo.
Secondo le riflessioni dell'antropologo Francesco Alziator, il compito dell'agabbadora non è tanto quello di mettere fine nel senso letterale del termine alle sofferenze dei moribondi con l'utilizzo di uno strumento palesemente inquietante, quanto quello di cercare di accompagnarli alla fine della loro agonia tramite riti di cui si è sicuramente persa la memoria. Tuttavia lo stesso studioso cagliaritano afferma di muoversi nell'alveo della leggenda e non fornisce prove certe dell'esistenza della "femmina". Questo perché molte delle notizie sulle Agabbadore sono di fonte ellenica e valeva dunque il concetto che ciò che era ellenico era civilizzato mentre il resto era un mondo barbarico. Inoltre Alziator stesso nei suoi studi si stupisce dell'omertà della chiesa; secondo lui, infatti, se per i parroci era impossibile non sapere di queste pratiche, era altrettanto impossibile che non le denunciassero quantomeno all'autorità ecclesiastica, giacché erano apertamente e pubblicamente contrari a riti meno violenti e pericolosi, ma altrettanto folkloristici, come quelli riguardanti le prefiche.
Riferimenti alle pratiche di eutanasia simbolica o attiva si ritrovano anche in altri ambiti del Mediterraneo, in particolare nel Salento Il celebre autore molfettese Saverio La Sorsa, nato nel 1877, assai stimato dagli antropologi come il Bronzini, nelle sue pubblicazioni sulle tradizioni popolari pugliesi dal 1910 al 1970, ne cita il ricorso, con un preciso riferimento anche a certi paesi isolani: "è stentata l'agonia di chi in vita abbia violato un termine o bruciato un giogo […] per alleviarla è d'uopo mettere sotto il capezzale del morente una pietra o un giogo nuovo, una chiave ovvero una scure. In certi paesi di Sardegna, quando il moribondo tarda ad esalare l'ultimo respiro i parenti avvicinano alla sua testa o al collo un pettine o un giogo per alleviargli le sofferenze.” (Folklore pugliese, volume secondo, 1988, pagina 238-9).